# Taraxacum brassicifolium
Taraxacum brassicifolium là một loài thực vật có hoa trong họ Cúc. Loài này được Kitag. miêu tả khoa học đầu tiên năm 1938.